# Loverboy (pel·lícula)
Loverboy és una pel·lícula estatunidenca dramàtica estrenada el 2006. Protagonitzada per Kyra Sedgwick, Kevin Bacon, Marisa Tomei, Matt Dillon, Oliver Platt i Campbell Scott. Va ser dirigida per Kevin Bacon. Ha estat doblada al català.

## Argument
Una complicada i estranya dona anomenada Emily (Kyra Sedgwick) mai ha volgut un marit, mai ha volgut tenir una casa amb jardí, mai ha volgut tenir una vida igual a la de la resta de persones. Simplement el seu somni de tota la vida sempre ha estat ser mare, per poder gaudir de la meravellosa vida al costat del seu primogènit.
Quan Emily aconsegueix tenir el seu anhelat fill, li posarà Paul (Dominic Scott Kay). Una mare una miqueta traumatitzada envolta el seu fill amb un món il·lusori pels dos, ple d'art, jocs i dedicació incommensurable, el nen viurà completament aïllat dels nens de la seva edat o de qualsevol activitat que hagi de fer amb amics. Tot això ve produït per la sobreprotecció extremada que exerceix la seva mare sobre ell i quan el noiet vol anar a una escola amb altres nens, seran els altres els que amenaçaran el seu món.

## Repartiment
- Kyra Sedgwick: Emily
- Kevin Bacon: Marty
- Dominic Scott Kay: Paul
- Matt Dillon: Mark
- Marisa Tomei: Sybil
- Oliver Platt: Mr. Pomeroy
- Campbell Scott: el pare de Paul
- Sandra Bullock: Mrs. Harker

## Rebuda crítica i comercial
Segons la pàgina d'Internet Rotten Tomatoes va obtenir un 18 % de comentaris positius, arribant a la següent conclusió: "L'adaptació de la novel·la a la pantalla gran està dirigida d'una manera maldestra, i el personatge de Kyra Sedgwick, encara que l'actriu tracta de fer-la simpàtica, acaba per resultar esborronadora." Destacar el comentari del crític Stephen Whitty:
| «                 | "Emily es una dona complicada, d'acord, però és una persona massa difícil com per dedicar-li una pel·lícula sencera." | » |
| — Stephen Whitty. | |   |

Segons la pàgina d'Internet Metacritic va obtenir crítiques mixtes, amb un 45 %, basat en 13 comentaris dels quals 3 són positius. Va recaptar als Estats Units 33.000 dòlars. Sumant les recaptacions internacionals la xifra puja a 53.000 dòlars. Es desconeix quin va ser el pressupost invertit en la producció. Segons Stephen Holden de The New York Times, "Gairebé fins al final, 'Loverboy' manté una vacilant integritat. Però en els seus moments finals cau en convencionalismes amb un epíleg embafador"

## Localitzacions
Loverboy es va rodar en diferents localitzacions dels Estats Units, com la ciutat de Nova York o les poblacions de Hillsdale o Yonkers, ambdues a l'estat de Nova Jersey.

## Festivals
La pel·lícula va ser presentada en diferents festivals, arribant a estar inclosa en la secció oficial del Festival de Cinema de Sundance, Festival Internacional de Cinema de Toronto i Festival de Cinema de Hamptons.